# Kudo Kiyokazu
Kiyokazu Kudo (sinh ngày 21 tháng 6 năm 1974) là một cầu thủ bóng đá người Nhật Bản.

## Sự nghiệp câu lạc bộ
Kiyokazu Kudo đã từng chơi cho Júbilo Iwata, Avispa Fukuoka và Cerezo Osaka.